# Thermostatic
Thermostatic — шведская электронная группа, основанная в Гётеборге в 2003 году. Их творчество сочетает элементы битпопа и синти-попа, вдохновлённые «видеоиграми и компьютерной эпохой 1980-х».

## История
Группа Thermostatic образовалась в Гётеборге в 2003 году. Название предложил Майкл Стрендтофт из группы Helm.
Первый альбом «Joy-Toy» вышел в мае 2005 года. В том же году группа получила премию «Лучший новичок» на Scandinavian Alternative Music Awards. Второй альбом «Humanizer» был выпущен в мае 2008 года.
Композиция «My Ship» использовалась в трейлерах серии игр Penumbra от шведской студии Frictional Games.
В апреле 2010 года группа объявила о распаде. Последний концерт состоялся 1 мая 2010 года в клубе Sticky Fingers (Гётеборг).
В августе 2013 года участники объявили о воссоединении для выступления в Sticky Fingers. 25 февраля 2014 года вышел сингл «Animal» на Bandcamp и iTunes.

## Дискография
Все релизы выпущены на лейбле Wonderland Records:
- So Close So Near (2006)
- Private Machine (2006)
- The Box (2007)
- CD-EP (2004)
- JOY-TOY (2005)
- JOY-TOY 2007 Edition (2007)
- Humanizer (2008)

### Синглы
- Animal (2014)